# Neptis cresina
Neptis cresina är en fjärilsart som beskrevs av Hans Fruhstorfer 1908. Neptis cresina ingår i släktet Neptis och familjen praktfjärilar. Inga underarter finns listade i Catalogue of Life.